# Троицкокраснянский сельсовет
Троицкокрасня́нский сельсове́т — сельское поселение в Щигровском районе Курской области. 
Административный центр — деревня Сидоровка.

## География
Населённые пункты Троицкокраснянского сельсовета расположены по берегам одного из небольших притоков Тускари.
На  межевых планах Щигровского уезда от 1782 года этот приток называется речкой Красной.

## История
На межевых планах Щигровского уезда от 1782 года на речке Красной расположены населённые пункты: сельцо Плоское, село Троицкое-что-на-Красной, сельцо Нижнее Красное. До возведения церкви село Троицкое называлось Красным (до сих пор в окрестных сёлах его называют Красным). В состав села входили деревни: Денисовка, Струковка и Сидоровка.
Троицкокраснянский сельсовет получил статус сельского поселения в соответствии с законом Курской области №48-ЗКО «О муниципальных образованиях Курской области» от 14 октября 2004 года.

## Население
| 2002 | 2010 | 2012 | 2013 | 2014 | 2015 | 2016 |
| ---- | ---- | ---- | ---- | ---- | ---- | ---- |
| 481  | ↘332 | ↘306 | ↘282 | ↘274 | ↘265 | ↘259 |
| 2017 | 2018 | 2019 | 2020 | 2021 |      |      |
| ↘257 | ↗258 | ↘249 | ↘241 | ↗289 |      |      |

## Состав сельского поселения
| № | Населённый пункт | Тип населённого пункта          | Население |
| - | ---------------- | ------------------------------- | --------- |
| 1 | Денисовка        | деревня                         | ↘60       |
| 2 | Нижнекрасное     | деревня                         | ↘22       |
| 3 | Плоскобукреевка  | деревня                         | ↘25       |
| 4 | Сидоровка        | деревня, административный центр | ↘178      |
| 5 | Слобода          | деревня                         | ↘24       |
| 6 | Струковка        | деревня                         | ↘23       |

## Транспорт
Троицкокраснянский сельсовет связан со Знаменским и Охочевским сельсоветами автомобильной дорогой с твёрдым покрытием.